# Rennick-Gletscher
Der Rennick-Gletscher ist ein fast 320 km langer und bis zu 48 km breiter Gletscher im ostantarktischen Viktorialand, der zu den größten Gletschern Antarktikas zählt. Er fließt vom Polarplateau, wo er seine größte Breite erreicht, bis zur Rennick Bay an der Oates-Küste, wo er sich auf ungefähr 15 km verschmälert und in die Somow-See entwässert.
Der untere Gletscherabschnitt wurde während der Operation Highjump (1946–1947) fotografiert. In den frühen 1960er Jahren evakuierte Lieutenant Commander Robert L. Dale, ein Pilot der Flugerstaffel VX-6 der United States Navy, eine Untersuchungsmannschaft des United States Antarctic Program von der Gletscheroberfläche bei 72° 38′ S, 161° 32′ O. Benannt ist er in Verbindung mit der gleichnamigen Bucht nach Henry Edward de Parny Rennick (1881–1914), einem Schiffsoffizier auf der Terra Nova bei der nach dieser benannten Expedition (1910–1913) unter der Leitung des britischen Polarforschers Robert Falcon Scott.

## Weblinks

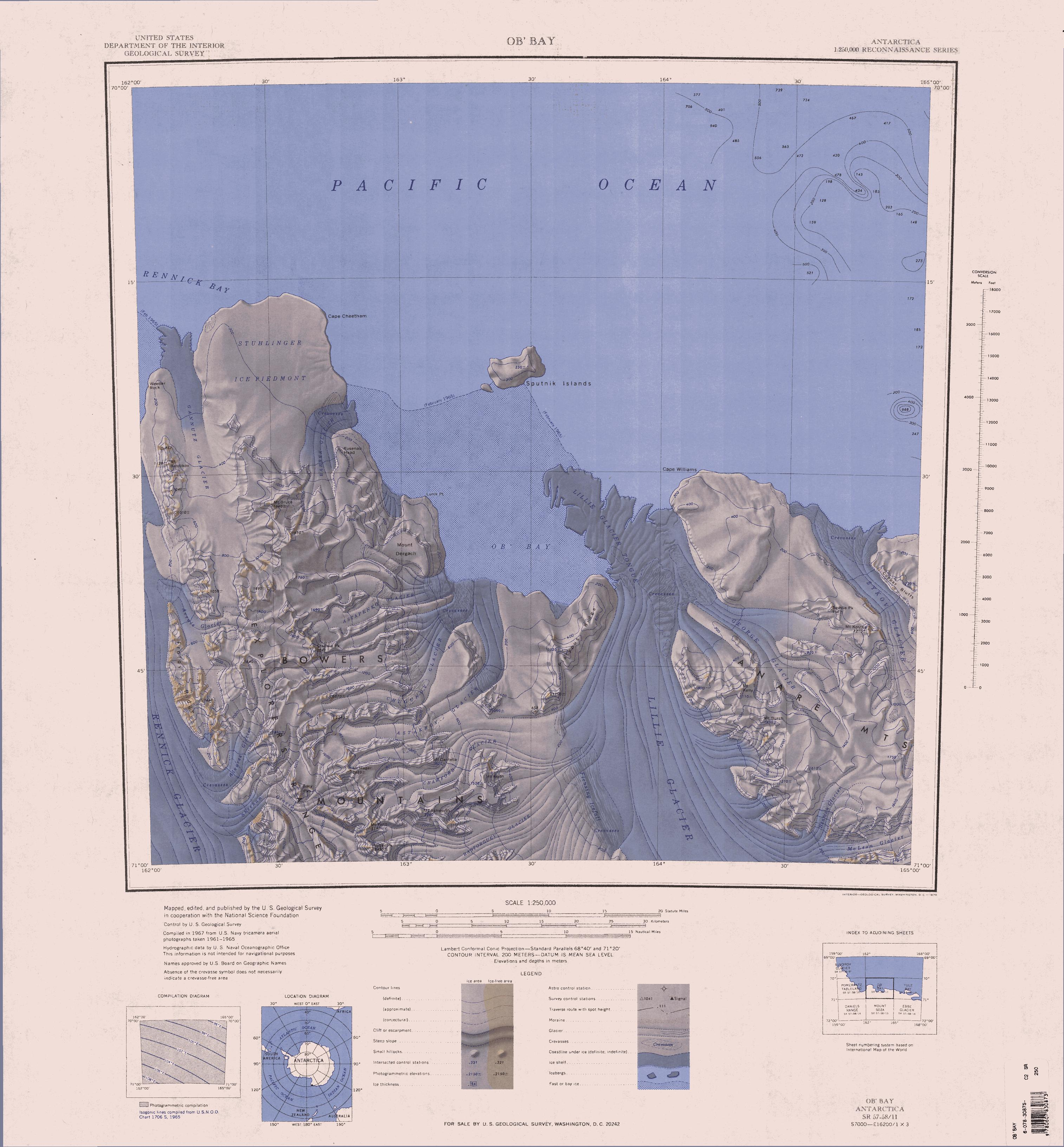
Kartenblatt Ob’ Bay von 1967, Nordostteil des Rennick-Gletschers am westlichen Kartenrand
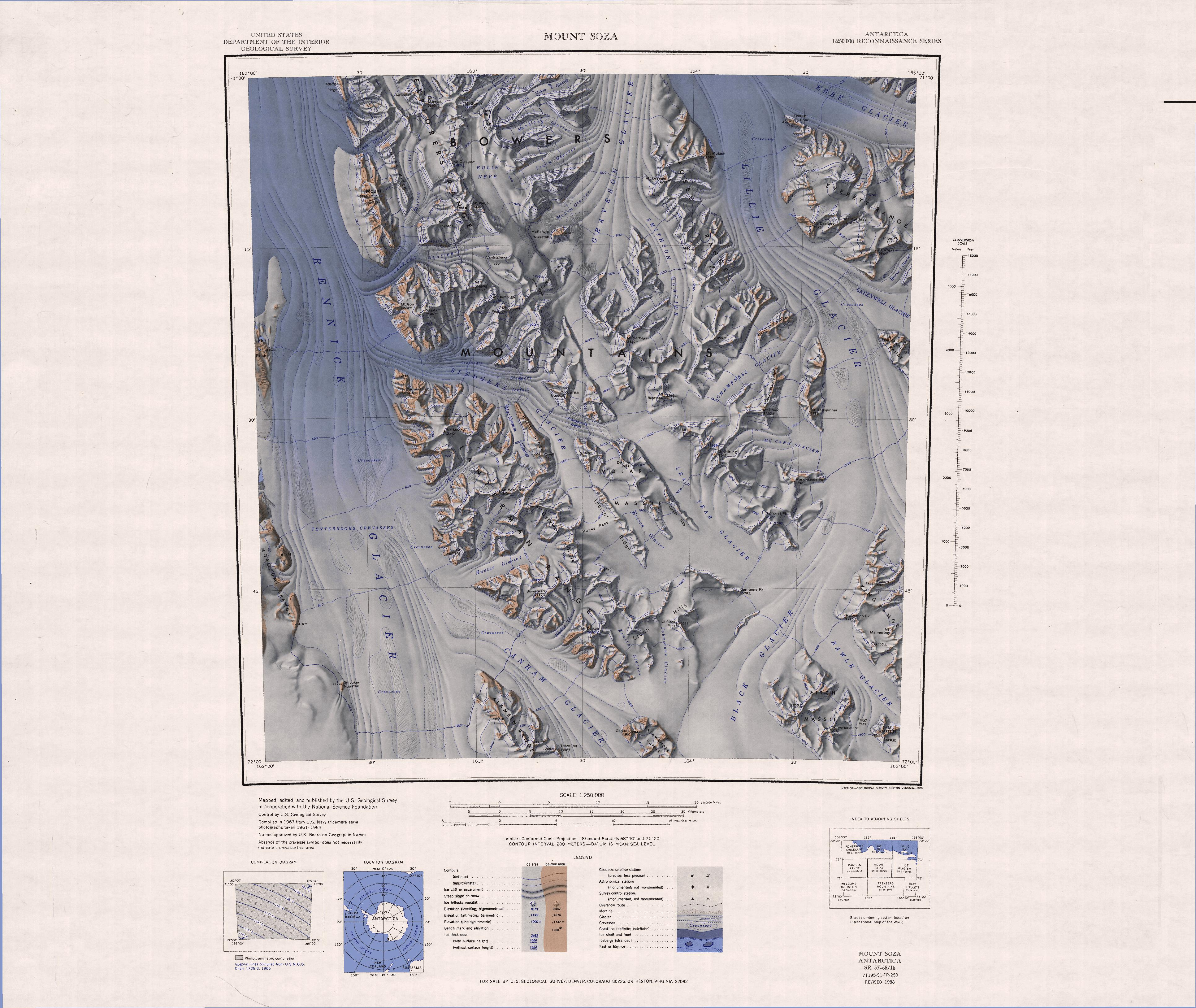
Kartenblatt Mount Soza von 1967, Mittelteil des Rennick-Gletschers im Westen der Karte
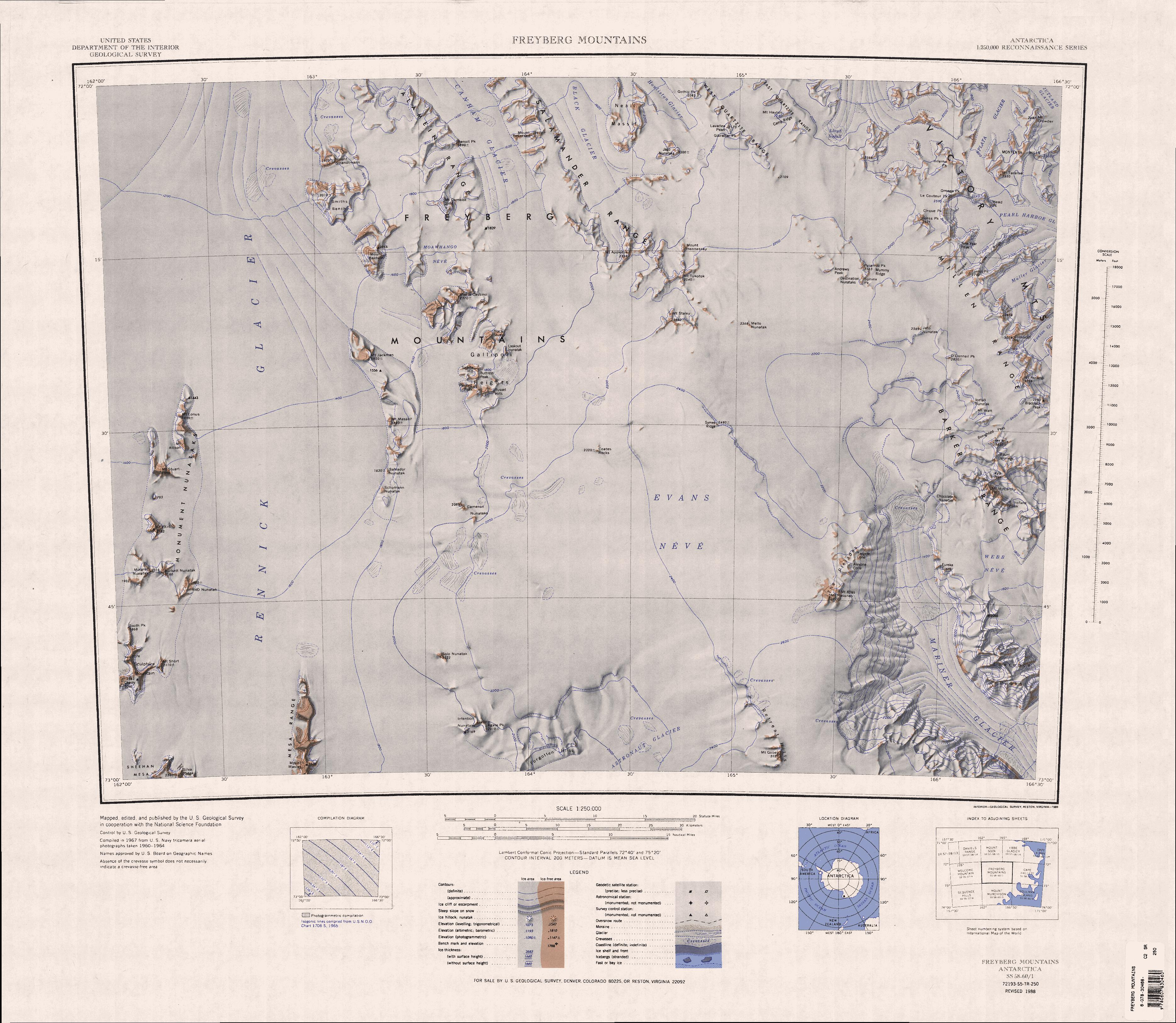
Kartenblatt Freyberg Mountains von 1967, Südteil des Rennick-Gletschers im Westen der Karte
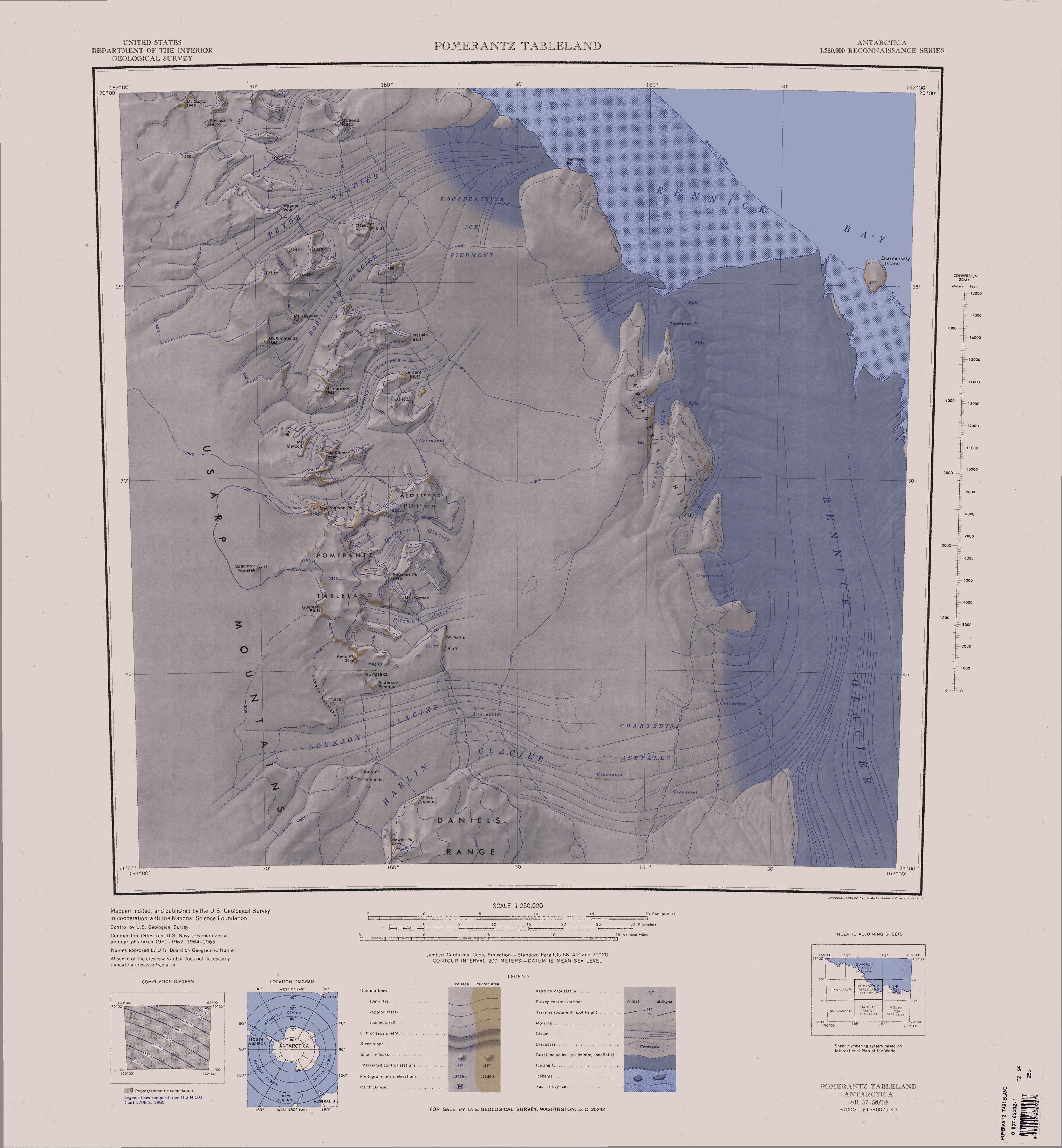
Kartenblatt Pomerantz Tableland mit dem Nordwestteil des Rennick-Gletschers